# Liste der Mitglieder des Landtages von Sachsen-Anhalt (3. Wahlperiode)
Diese Liste gibt einen Überblick über alle Mitglieder des Landtages von Sachsen-Anhalt in der 3. Wahlperiode (25. Mai 1998 bis 15. Mai 2002).

## Präsidium
- Präsident:
 Wolfgang Schaefer (SPD)
- Vizepräsidenten:
 Wolfgang Böhmer (CDU)
 Walter Remmers (CDU) ab 13. September 2001
 Roswitha Stolfa (PDS)

## Zusammensetzung
Der Landtag setzte sich wie folgt zusammen:
| Fraktion                                                    | Beginn der Legislaturperiode | Ende der Legislaturperiode | Zugänge | Abgänge | Saldo |
| ----------------------------------------------------------- | ---------------------------- | -------------------------- | --- | --- | ----- |
| CDU                                                         | 28                           | 28                         | – | – | ±0    |
| SPD                                                         | 47                           | 46                         | – | Manfred Stephan | −1    |
| PDS                                                         | 25                           | 25                         | – | – | ±0    |
| DVU ab 15. Februar 2000: FDVP                               | 16                           | 6                          | Jörg Büchner (Gast) Rudi Czaja Wolfgang Buder | Jörg Büchner (2×) Werner Kolde Horst Montag Torsten Miksch Wolfgang Buder (2×) Rudi Czaja (2×) Veronika Brandt Dieter Kannegießer Gunther Preiss Mirko Mokry | −10   |
| DVU-FL (gebildet am 14. Februar 2000) ab 22. März 2001: DVU | –                            | 8                          | Veronika Brandt Jörg Büchner Dieter Kannegießer Werner Kolde Horst Montag Gunther Preiss Wolfgang Buder Rudi Czaja                                                 | – | +8    |
| fraktionslos                                                | –                            | 3                          | Jörg Büchner (2×) Werner Kolde Horst Montag Torsten Miksch Wolfgang Buder Rudi Czaja Veronika Brandt Dieter Kannegießer Gunther Preiss Manfred Stephan Mirko Mokry | Jörg Büchner (2×) Rudi Czaja Wolfgang Buder Veronika Brandt Dieter Kannegießer Werner Kolde Horst Montag Gunther Preiss                                      | +3    |
| gesamt                                                      | 116                          | 116                        | | | ±0    |

## Fraktionsführungen
| Partei | Fraktionsvorsitzender                                       | Stellvertreter                                                              | Parlamentarischer Geschäftsführer                  |
| ------ | ----------------------------------------------------------- | --------------------------------------------------------------------------- | -------------------------------------------------- |
| CDU    | Christoph Bergner (bis 2001) Wolfgang Böhmer (ab Juli 2001) | Detlef Gürth, Reiner Schomburg                                              | Jürgen Scharf                                      |
| PDS    | Petra Sitte                                                 | Birke Bull (ab 1999), Matthias Gärtner                                      | Wulf Gallert                                       |
| SPD    | Rüdiger Fikentscher                                         | Katrin Budde (bis 2001), Peter Oleikiewitz (ab 2000), Norbert Bischoff      | Jens Bullerjahn                                    |
| DVU    | Helmut Wolf (bis 1999) Claudia Wiechmann (1999–2000)        | Dieter Kannegießer (bis 2000), Veronika Brandt (bis 2000)                   | Rudi Wiechmann (bis 2000)                          |
| DVU    | Dieter Kannegießer (ab 2000)                                | Werner Kolde (ab 2000), Veronika Brandt (2000–2001), Jörg Büchner (ab 2001) | Horst Montag (2000–2001) Veronika Brandt (ab 2001) |
| FDVP   | Claudia Wiechmann (ab 2000)                                 | Helmut Wolf (ab 2000), Claus-Dieter Weich (ab 2000)                         | Rudi Wiechmann (ab 2000)                           |

## Abgeordnete
| Mitglied des Landtages    | Lebens- daten | Partei                | Landtagswahlkreis          | Erststimmen in % | Bemerkungen |
| ------------------------- | ------------- | --------------------- | -------------------------- | ---------------- | --- |
| Jürgen Barth              | 1955          | SPD                   | 02 Gardelegen-Klötze       |                  | |
| Curt Becker               | 1936–2018     | CDU                   | 48 Naumburg                |                  | |
| Christoph Bergner         | 1948          | CDU                   | Landesliste                |                  | |
| Lothar Biener             | 1935–2017     | SPD                   | 29 Dessau II               |                  | |
| Norbert Bischoff          | 1950          | SPD                   | 10 Magdeburg I             |                  | |
| Wolfgang Böhmer           | 1936–2025     | CDU                   | Landesliste                |                  | |
| Ronald Brachmann          | 1955          | SPD                   | 16 Blankenburg             |                  | |
| Veronika Brandt           | 1957          | DVU                   | Landesliste                |                  | ab 29. Januar 2000 fraktionslos, ab 14. Februar 2000 Mitglied der DVU-FL-Fraktion |
| Katrin Budde              | 1965          | SPD                   | 14 Magdeburg V             |                  | |
| Wolfgang Buder            | 1954          | DVU FDVP              | Landesliste                |                  | ab 10. Dezember 1999 fraktionslos, ab 14. Februar 2000 DVU-/FDVP-Gast und ab 13. März 2000 Mitglied dieser Fraktion, ab 28. Juli 2000 DVU-FL-Gast und ab 1. Dezember 2000 Mitglied dieser Fraktion                              |
| Jörg Büchner              | 1942          | DVU                   | Landesliste                |                  | ab 15. Februar 1999 fraktionslos, ab 13. September 1999 DVU-Gast, ab 29. Januar 2000 erneut fraktionslos, ab 14. Februar 2000 Mitglied der DVU-FL-Fraktion                                                                      |
| Birke Bull                | 1963          | PDS                   | Landesliste                |                  | |
| Jens Bullerjahn           | 1962–2022     | SPD                   | 36 Eisleben                |                  | |
| Rudi Czaja                | 1939–2001     | DVU FDVP              | Landesliste                |                  | ab 13. Dezember 1999 fraktionslos, ab 7. Februar 2000 DVU-/FDVP-Gast und ab 13. März 2000 Mitglied dieser Fraktion, ab 28. Juli 2000 DVU-FL-Gast und ab 1. Dezember 2000 Mitglied dieser Fraktion am 18. August 2001 verstorben |
| Harry Czeke               | 1961          | PDS                   | Landesliste                |                  | |
| Karl-Heinz Daehre         | 1944          | CDU                   | Landesliste                |                  | |
| Sabine Dirlich            | 1954          | PDS                   | Landesliste                |                  | |
| Ronald Doege              | 1968          | SPD                   | 24 Zerbst                  |                  | |
| Reiner Eckel              | 1953          | SPD                   | 47 Zeitz                   |                  | |
| Detlef Eckert             | 1951          | PDS                   | Landesliste                |                  | |
| Wolfgang Eichler          | 1938          | SPD                   | 19 Aschersleben            |                  | Mandatsverzicht am 8. Januar 1999, ausgeschieden am 15. Januar 1999 |
| Wolfgang Ernst            | 1951–2019     | SPD                   | 12 Magdeburg III           |                  | |
| Thomas Felke              | 1963          | SPD                   | 39 Halle II                |                  | |
| Britta Ferchland          | 1967          | PDS                   | Landesliste                |                  | |
| Rüdiger Fikentscher       | 1941          | SPD                   | 38 Halle I                 |                  | |
| Krimhild Fischer          | 1950          | SPD                   | Landesliste                |                  | nachgerückt am 19. Januar 1999 für Wolfgang Eichler |
| Marion Fischer            | 1951          | CDU                   | Landesliste                |                  | |
| Ute Fischer               | 1943          | SPD                   | 44 Merseburg               |                  | |
| Matthias Gärtner          | 1972          | PDS                   | Landesliste                |                  | |
| Wulf Gallert              | 1963          | PDS                   | Landesliste                |                  | |
| Stefan Gebhardt           | 1974          | PDS                   | Landesliste                |                  | |
| Detlef Gürth              | 1962          | CDU                   | Landesliste                |                  | |
| Horst Hacke               | 1949          | CDU                   | Landesliste                |                  | |
| Rosemarie Hajek           | 1951          | SPD                   | 25 Gräfenhainichen-Rosslau |                  | |
| Helmut Halupka            | 1948–2023     | SPD                   | 05 Genthin                 |                  | |
| Rosemarie Hein            | 1953–2025     | PDS                   | Landesliste                |                  | |
| Kerstin Helmecke          | 1960          | DVU FDVP              | Landesliste                |                  | |
| Jürgen Heyer              | 1944          | SPD                   | 03 Havelberg-Osterburg     |                  | |
| Reinhard Höppner          | 1948–2014     | SPD                   | 11 Magdeburg II            |                  | |
| Michael Hoffmann          | 1961          | SPD                   | 13 Magdeburg IV            |                  | |
| Peter Hoffmann            | 1953–2021     | PDS                   | Landesliste                |                  | |
| Klaus-Jürgen Jeziorsky    | 1951          | CDU                   | Landesliste                |                  | |
| Burker-Wieland Jüngling   | 1943          | SPD                   | 37 Saalkreis               |                  | |
| Bianka Kachel             | 1944          | SPD                   | 33 Ballenstedt             |                  | |
| Dieter Kannegießer        | 1937–2019     | DVU                   | Landesliste                |                  | ab 29. Januar 2000 fraktionslos, ab 14. Februar 2000 Mitglied der DVU-FL-Fraktion |
| Ulrich Kasten             | 1950          | PDS                   | Landesliste                |                  | |
| Inge Kauerauf             | 1939          | SPD                   | 27 Jessen                  |                  | |
| Klaus Keitel              | 1939          | CDU                   | Landesliste                |                  | |
| Barbara Knöfler           | 1957          | PDS                   | Landesliste                |                  | |
| Uwe-Volkmar Köck          | 1953          | PDS                   | Landesliste                |                  | |
| Gottfried Koehn           | 1948          | SPD                   | 42 Halle V                 |                  | |
| Werner Kolde              | 1947          | DVU                   | Landesliste                |                  | ab 15. Februar 1999 fraktionslos, ab 14. Februar 2000 Mitglied der DVU-FL-Fraktion |
| Gerda Krause              | 1947          | PDS                   | Landesliste                |                  | |
| Hans-Jörg Krause          | 1954          | PDS                   | Landesliste                |                  | |
| Lutz Kühn                 | 1951–2023     | SPD                   | 46 Nebra                   |                  | |
| Karl-Martin Kuntze        | 1948          | CDU                   | Landesliste                |                  | |
| Gerlinde Kuppe            | 1945          | SPD                   | 41 Halle IV                |                  | |
| Eberhard Lehnert          | 1956          | DVU                   | Landesliste                |                  | nahm das Mandat nicht an, kein MdL |
| Anette Leppinger          | 1951          | SPD                   | 15 Halberstadt             |                  | |
| Brunhilde Liebrecht       | 1953          | CDU                   | Landesliste                |                  | |
| Elke Lindemann            | 1943          | SPD                   | 20 Schönebeck              |                  | |
| Christa Ludewig           | 1953          | CDU                   | Landesliste                |                  | |
| Friedel Meinecke          | 1943          | SPD                   | 22 Bernburg                |                  | |
| Horst Mertens             | 1941          | DVU FDVP              | Landesliste                |                  | |
| Rainer Metke              | 1953          | SPD                   | 17 Wernigerode             |                  | |
| Sonja Mewald              | 1945          | CDU                   | Landesliste                |                  | |
| Torsten Miksch            | 1965–2017     | DVU fraktionslos      | Landesliste                |                  | eingetreten anstatt Eberhard Lehnert ab 15. Februar 1999 fraktionslos (ab April 1999 Mitglied der VR) |
| Madeleine-Rita Mittendorf | 1950          | SPD                   | 07 Haldensleben            |                  | |
| Mirko Mokry               | 1978          | DVU FDVP fraktionslos | Landesliste                |                  | ab 26. November 2001 fraktionslos |
| Horst Montag              | 1944          | DVU                   | Landesliste                |                  | ab 15. Februar 1999 fraktionslos, ab 14. Februar 2000 Mitglied der DVU-FL-Fraktion |
| Uwe Nehler                | 1946–2006     | SPD                   | 06 Burg                    |                  | |
| Peter Oleikiewitz         | 1946          | SPD                   | 21 Wanzleben               |                  | |
| Helga Paschke             | 1953          | PDS                   | Landesliste                |                  | |
| Gunther Preiss            | 1944          | DVU                   | Landesliste                |                  | ab 29. Januar 2000 fraktionslos, ab 14. Februar 2000 Mitglied der DVU-FL-Fraktion |
| Manfred Püchel            | 1951          | SPD                   | 18 Staßfurt                |                  | |
| Hermann Quien             | 1940–2009     | SPD                   | 49 Hohenmölsen-Weißenfels  |                  | |
| Frank Radschunat          | 1958–2011     | PDS                   | Landesliste                |                  | |
| Kurt Rahmig               | 1938–2020     | SPD                   | 30 Wolfen                  |                  | |
| Karl-Heinz Reck           | 1949          | SPD                   | 01 Salzwedel               |                  | |
| Helmut Rehhahn            | 1947          | SPD                   | 26 Wittenberg              |                  | |
| Walter Remmers            | 1933–2018     | CDU                   | Landesliste                |                  | |
| Edeltraud Rogée           | 1954          | PDS                   | Landesliste                |                  | |
| Bernward Rothe            | 1958–2018     | SPD                   | 40 Halle III               |                  | |
| Hans-Christian Sachse     | 1947          | SPD                   | 28 Dessau I                |                  | |
| Wolfgang Schaefer         | 1934–2003     | SPD                   | 31 Bitterfeld              |                  | |
| Jürgen Scharf             | 1952          | CDU                   | Landesliste                |                  | |
| Gerd Schlaak              | 1952          | CDU                   | Landesliste                |                  | |
| Renate Schmidt            | 1948          | SPD                   | 23 Köthen                  |                  | |
| Gudrun Schnirch           | 1945          | CDU                   | Landesliste                |                  | Mandatsverzicht am 31. Januar 2002, ausgeschieden am 1. Februar 2002 |
| Reiner Schomburg          | 1953          | CDU                   | Landesliste                |                  | |
| Uwe Schulze               | 1962          | CDU                   | Landesliste                |                  | |
| Bernd Sennecke            | 1950          | CDU                   | Landesliste                |                  | |
| Andreas Siegert           | 1959          | SPD                   | 45 Querfurt                |                  | |
| Petra Sitte               | 1960          | PDS                   | Landesliste                |                  | |
| Werner Sobetzko           | 1939          | CDU                   | Landesliste                |                  | |
| Egon Sommerfeld           | 1930–2014     | CDU                   | Landesliste                |                  | |
| Ingrid Spors              | 1938          | DVU                   | Landesliste                |                  | nachgerückt am 23. August 2001 für Rudi Czaja |
| Adolf Spotka              | 1943–2019     | CDU                   | Landesliste                |                  | |
| Carmen Stange             | 1955          | CDU                   | Landesliste                |                  | |
| Marco Steckel             | 1972          | SPD                   | 35 Hettstedt               |                  | |
| Manfred Stephan           | 1957          | SPD fraktionslos      | 32 Quedlinburg             |                  | ab 28. Februar 2001 fraktionslos |
| Michael Stier             | 1965          | SPD                   | 09 Oschersleben            |                  | |
| Roswitha Stolfa           | 1942          | PDS                   | Landesliste                |                  | |
| Wolfgang Süß              | 1934          | PDS                   | Landesliste                |                  | |
| Hans-Martin Taesch        | 1937–2011     | CDU                   | Landesliste                |                  | nachgerückt am 1. Februar 2002 für Gudrun Schnirch |
| Ria Theil                 | 1946          | PDS                   | Landesliste                |                  | |
| Gudrun Tiedge             | 1953          | PDS                   | Landesliste                |                  | |
| Eva Tischner              | 1963          | CDU                   | Landesliste                |                  | |
| Tilman Tögel              | 1960–2019     | SPD                   | 04 Stendal                 |                  | |
| Günter Trepte             | 1938–2014     | PDS                   | Landesliste                |                  | |
| Thomas Webel              | 1954          | CDU                   | 08 Wolmirstedt             |                  | |
| Claus-Dieter Weich        | 1950          | DVU FDVP              | Landesliste                |                  | |
| Petra Weiher              | 1961          | PDS                   | Landesliste                |                  | |
| Frauke Weiß               | 1946          | CDU                   | Landesliste                |                  | |
| Petra Wernicke            | 1953–2017     | CDU                   | Landesliste                |                  | |
| Claudia Wiechmann         | 1955          | DVU FDVP              | Landesliste                |                  | |
| Rudi Wiechmann            | 1929–2007     | DVU FDVP              | Landesliste                |                  | |
| Ute Wiedemann             | 1954          | SPD                   | 34 Sangerhausen            |                  | |
| Helmut Wolf               | 1948          | DVU FDVP              | Landesliste                |                  | |
| Michael Zeidler           | 1944          | SPD                   | 43 Halle VI                |                  | |